# Habang May Buhay
Habang May Buhay é uma telenovela filipina produzida e exibida pela ABS-CBN, cuja transmissão ocorreu em 2010.

## Elenco
- Judy Ann Santos - Jane C. Alcantara / Mary Jane A. Briones[2]
- Gladys Reyes - Clarissa C. Briones
- Derek Ramsay - Samuel David Corpuz / David C. Briones